# クォード
クォード (QUAD) は、イギリス・ケンブリッジシャー ハンティンドンに本拠を置く高級オーディオ製品メーカー (Quad Electroacoustics) とそのブランド。

## 概要
社名・ブランド名の "QUAD" は、Quality Unit Amplifier Domestic の頭文字からとられたものであり、家庭用の高品質なアンプ・オーディオ機器を造りたいという創業者の信念からきている。
当初はPAアンプシステムを製作していたが、数年でコンシューマ向けに転換している。その後、ダイナミック型スピーカーも製作するようになるが、1950年代にコーナーリボン型のスピーカーを発売し、1957年に最初の静電型スピーカーを発売、静電型スピーカーへ主軸を置くようになる。初期の製品 ESL-57 はBBCのモニタースピーカーとして採択された。
ESLシリーズのコンデンサー型（静電型）フロアスピーカーとそれを駆動することを念頭に置いたアンプが製品の主力であるが、デザイン性を重視したコンパクトな筐体のオーディオシステムも製作している。

## 歴史
- 1936年 ピーター・J・ウォーカーによりオーディオアンプメーカーとして「アコースティカル・マニュファクチュアリング社」がロンドンで設立される。
- 1941年に第二次世界大戦の影響でハンティンドンへ移転する。
- 1983年 ブランド名である「QUAD」に社名を変更する。
- 1980年代中ごろに「QUAD 66」シリーズでCDプレーヤーが追加される。
- 1995年に Verityグループ に買収される。
- 1997年に インターナショナル・オーディオ・グループ の傘下となる。